# Tour Nenadović
La tour Nenadović (en serbe cyrillique : Кула Ненадовића ; en serbe latin : Kula Nenadovića) est située à Valjevo, dans le district de Kolubara, en Serbie. Elle est inscrite sur la liste des monuments culturels de grande importance de la république de Serbie (identifiant no SK 256).

## Présentation

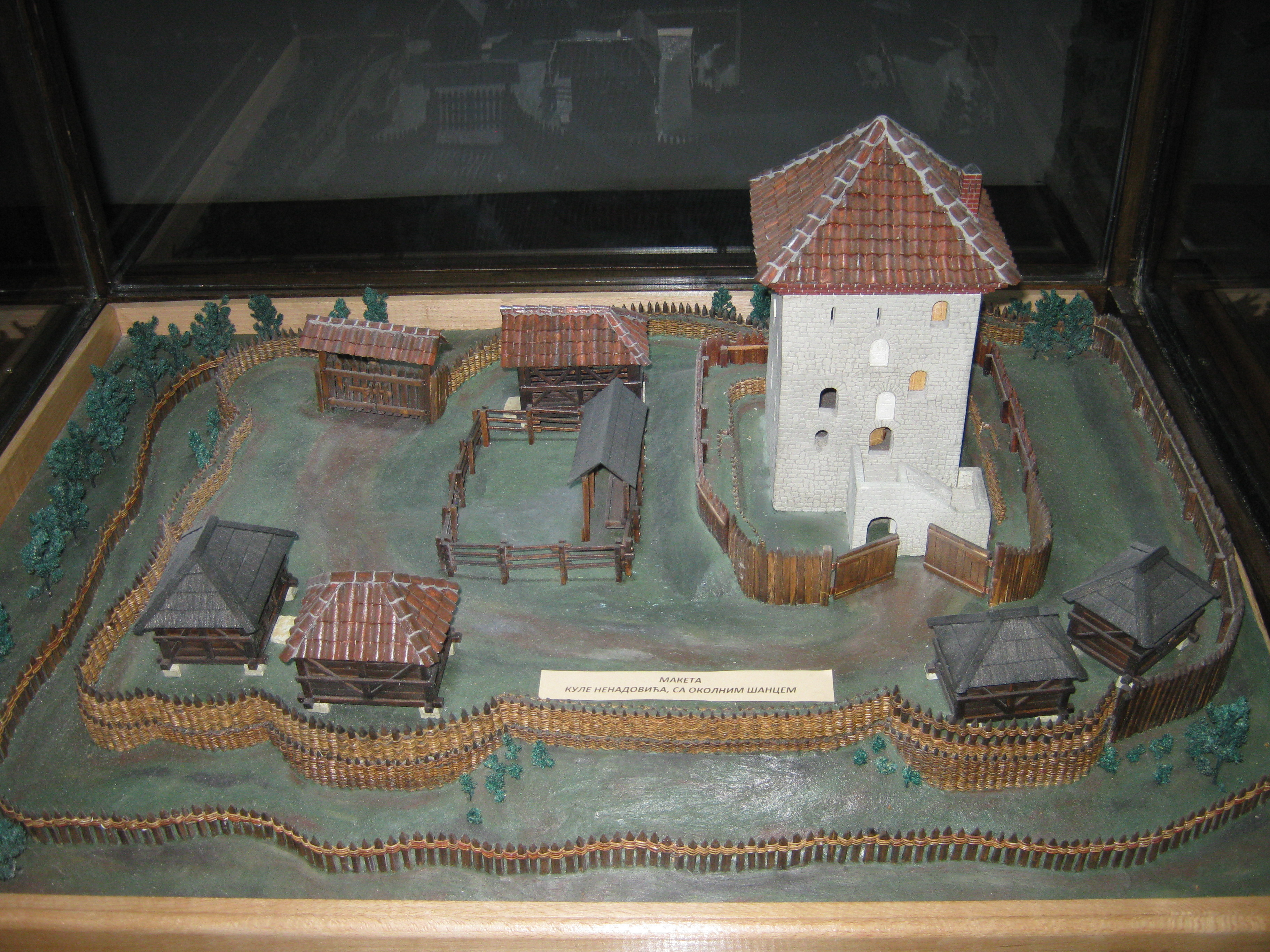
Maquette de la tour.

La tour est située sur la colline de Kličevac, aujourd'hui dans les faubourgs de Valjevo ; d'après une inscription, elle a été érigée par le voïvode Jakov Nenadović en 1813, au moment du premier soulèvement serbe contre les Ottomans ; elle était destinée à abriter des armes et des munitions pour les rebelles. Prise et incendiée par les Turcs puis transformée en prison, elle a été restaurée par le prince Miloš Obrenović en 1836,.
De forme carrée, la tour construite en pierres mesure environ 20 m de haut ; elle est recouverte d'un toit en tuiles qui, à l'origine, devait être constitué de bardeaux. L'édifice est composé d'un rez-de-chaussée et de trois étages. Au rez-de-chaussée se trouve une entrée cintrée ; les fenêtres des étages sont de petites dimensions et conçues à des fins défensives. Les différents niveaux sont reliés entre eux par un escalier en bois.
Depuis 2002, la tour est ouverte aux visiteurs et elle abrite un musée géré par le musée national de Valjevo.

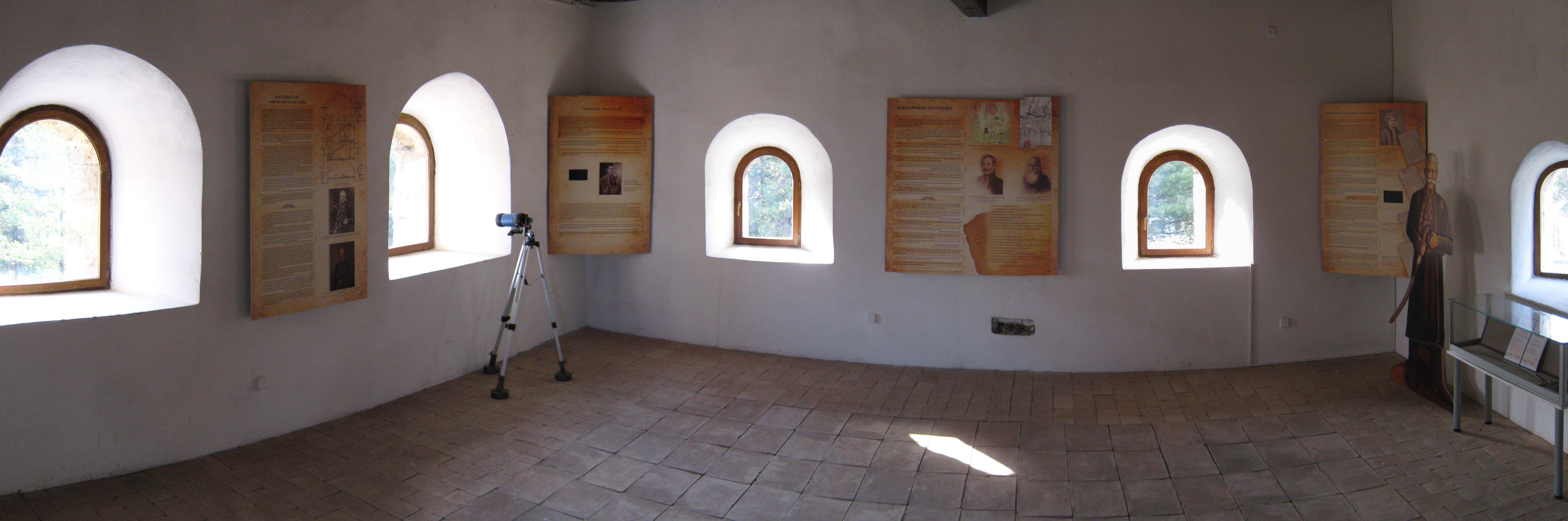
Une salle d'exposition.